# Будуланське сільське поселення
Будула́нське сільське поселення (рос. Будуланское сельское поселение) — сільське поселення у складі Агінського району Забайкальського краю Росії.
Адміністративний центр — село Будулан.

## Історія
2013 року було утворено село Західний Будулан шляхом виділення частин із села Будулан.

## Населення
Населення сільського поселення становить 708 осіб (2019; 890 у 2010, 890 у 2002).

## Склад
До складу сільського поселення входять:
| Населений пункт        | Населення, осіб (2002) | Населення, осіб (2010) |
| ---------------------- | ---------------------- | ---------------------- |
| Будулан, село          | 890                    | 890                    |
| Західний Будулан, село | -                      | -                      |